# Pont-Arcy
Pour les articles homonymes, voir Pont (toponyme) et Arcy.
Pont-Arcy est une commune française située dans le département de l'Aisne, en région Hauts-de-France.

## Géographie
Comme son nom l'indique, cette petite commune est tributaire des ponts, les deux seules sorties du village franchissent respectivement l'Aisne au nord et le canal latéral à l'Aisne au sud sur des ponts métalliques. Presque chaque début de printemps la route du nord, qui est pourtant l'accès principal, est coupée par la montée des eaux. Sa position pratiquement insulaire est très appréciée des amateurs de tranquillité et de pêche surtout depuis que l'exploitation de nombreuses gravières a transformé les riches terres agricoles en une série d'étangs.
Le territoire de la commune est limitrophe de ceux de cinq communes :
|            | Soupir (Aisne), Moussy-Verneuil |                |
| Saint-Mard | Pont-Arcy                       | Bourg-et-Comin |
|            | Viel-Arcy                       |                |

### Hydrographie

#### Réseau hydrographique
La commune est située dans le bassin Seine-Normandie. Elle est drainée par l'Aisne, le canal latéral à l'Aisne, le cours d'eau 01 des Caillots et le ru des Dhuyzis,,.
L'Aisne est un  cours d'eau naturel navigable de 256 km de longueur, traversant les cinq départements Meuse, Marne, Ardennes, Aisne, Oise. Elle est un affluent de rive gauche de l'Oise, ce qui fait d'elle un sous-affluent de la Seine.
Le canal latéral à l'Aisne relie Vieux-lès-Asfeld (Ardennes) à Celles-sur-Aisne (Aisne), en passant par Berry-au-Bac.

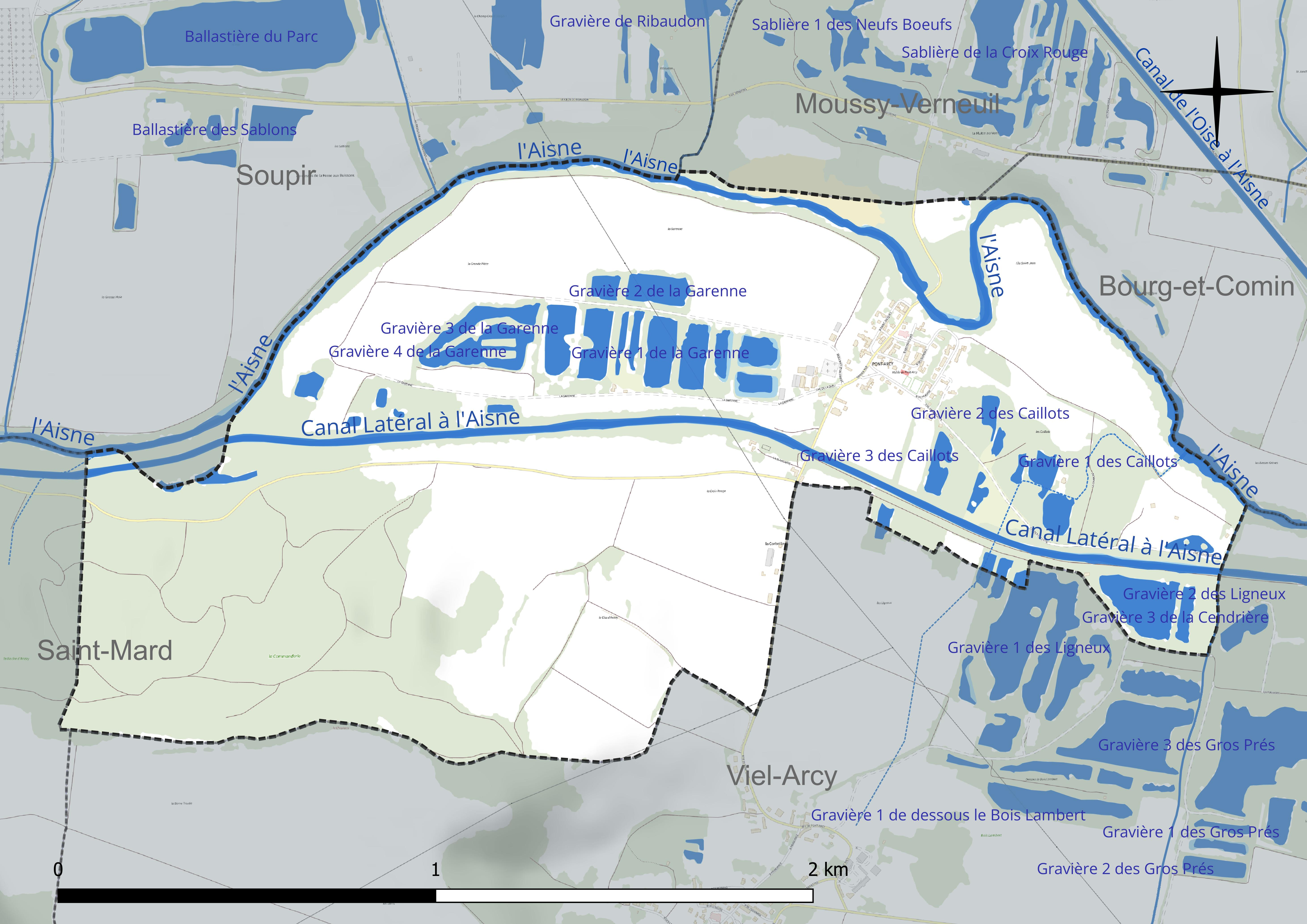
Réseau hydrographique de Pont-Arcy.

Neuf plans d'eau complètent le réseau hydrographique : la gravière 1 de la Garenne (6,2 ha), la gravière 1 des Caillots (1,5 ha), la gravière 1 des Ligneux, d'une superficie totale de 7,9 ha (0,5 ha sur la commune), la gravière 2 de la Garenne (1,6 ha), la gravière 2 des Caillots (0,5 ha), la gravière 2 des Ligneux (2,8 ha), la gravière 3 de la Garenne (1,2 ha), la gravière 3 des Caillots (0,7 ha) et la gravière 4 de la Garenne (2,8 ha),.

#### Gestion et qualité des eaux
Le territoire communal est couvert par le schéma d'aménagement et de gestion des eaux (SAGE) « Aisne Vesle Suippe ». Ce document de planification, dont le territoire s'étend sur 3 096 km2 répartis sur trois départements (Aisne, Marne et Ardennes) et deux régions (Champagne-Ardenne et Picardie), a été approuvé le 16 décembre 2013. La structure porteuse de l'élaboration et de la mise en œuvre est le Syndicat d'aménagement des bassins Aisne Vesle Suippe (SIABAVES).
La qualité des cours d'eau peut être consultée sur un site spécial géré par les agences de l'eau et l'Agence française pour la biodiversité.

### Climat
Pour des articles plus généraux, voir Climat des Hauts-de-France et Climat de l'Aisne.
En 2010, le climat de la commune est de type climat océanique dégradé des plaines du Centre et du Nord, selon une étude du CNRS s'appuyant sur une série de données couvrant la période 1971-2000. En 2020, Météo-France publie une typologie des climats de la France métropolitaine dans laquelle la commune est exposée à un climat océanique altéré et est dans la région climatique Nord-est du bassin Parisien, caractérisée par un ensoleillement médiocre, une pluviométrie moyenne régulièrement répartie au cours de l'année et un hiver froid (3 °C).
Pour la période 1971-2000, la température annuelle moyenne est de 10 °C, avec une amplitude thermique annuelle de 15 °C. Le cumul annuel moyen de précipitations est de 675 mm, avec 12,5 jours de précipitations en janvier et 8,9 jours en juillet. Pour la période 1991-2020, la température moyenne annuelle observée sur la station météorologique la plus proche, située sur la commune de Braine à 9 km à vol d'oiseau, est de 11,3 °C et le cumul annuel moyen de précipitations est de 662,7 mm,. Pour l'avenir, les paramètres climatiques de la commune estimés pour 2050 selon différents scénarios d'émission de gaz à effet de serre sont consultables sur un site spécial publié par Météo-France en novembre 2022.

## Urbanisme

### Typologie
Au 1er janvier 2024, Pont-Arcy est catégorisée commune rurale à habitat dispersé, selon la nouvelle grille communale de densité à 7 niveaux définie par l'Insee en 2022.
Elle est située hors unité urbaine et hors attraction des villes,.

### Occupation des sols
L'occupation des sols de la commune, telle qu'elle ressort de la base de données européenne d'occupation biophysique des sols Corine Land Cover (CLC), est marquée par l'importance des territoires agricoles (61,9 % en 2018), une proportion identique à celle de 1990 (61,9 %). La répartition détaillée en 2018 est la suivante : terres arables (47,9 %), forêts (27,9 %), zones agricoles hétérogènes (14 %), eaux continentales (10,2 %).
L'évolution de l'occupation des sols de la commune et de ses infrastructures peut être observée sur les différentes représentations cartographiques du territoire : la carte de Cassini (XVIIIe siècle), la carte d'état-major (1820-1866) et les cartes ou photos aériennes de l'IGN pour la période actuelle (1950 à aujourd'hui).

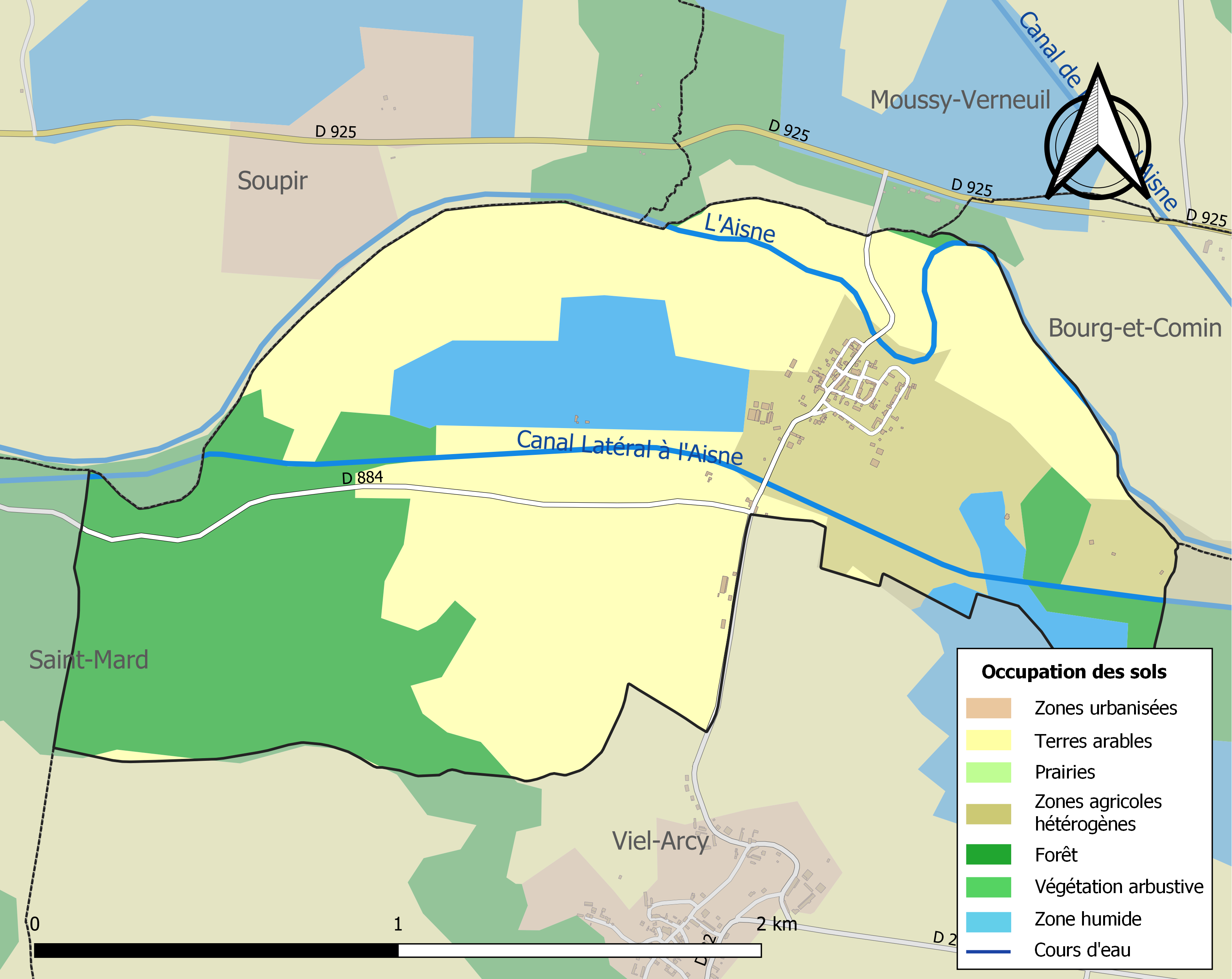
Carte de l'occupation des sols de la commune en 2018 (CLC).

## Toponymie
Le nom de la localité est attesté sous les formes Pons-de-Arseio (1232) ; Pons-super-Ausonam (1250) ; Pons-Arcei (1258) ; Pontarsi (1293) ; Pont-d'Arcy (1386) ; Pons-Archeius (1573).
Pont est un mot français répandu en toponymie. Du latin pons, pontis (« pont, passage »). Le mot pont peut désigner tout élément servant de liaison entre deux points.

Pont-Arcy : « pont brûlé ». Pont-Arcy fût ainsi nommé à cause d'un pont qui fut établi sur la rivière d'Aisne pour le passage de Jules César à l'époque de la première guerre des Gaules[réf. nécessaire], pont près de Viel-Arcy.

## Histoire
Au XIIe siècle, propriété des comtes de Braine puis de Chatillon et à nouveau de Braine jusqu'à la Révolution son château, dont il ne reste que quelques pans de mur au creux d'une boucle de la rive nord de la rivière fut pris par les protestants en 1568 avant d'être repris en 1590 et finalement détruit par la ligue l'année suivante. Le village fut pratiquement rasé durant la Première Guerre mondiale. Il reste encore des « baraques » en bois et toile goudronnée de l'après-guerre. La commune a encore dû subir la destruction de ses ponts au cours de la Seconde Guerre mondiale.

## Politique et administration

### Découpage territorial
La commune de Pont-Arcy est membre de la communauté de communes du Val de l'Aisne, un établissement public de coopération intercommunale (EPCI) à fiscalité propre créé le 28 décembre 1994 dont le siège est à Presles-et-Boves. Ce dernier est par ailleurs membre d'autres groupements intercommunaux.
Sur le plan administratif, elle est rattachée à l'arrondissement de Soissons, au département de l'Aisne et à la région Hauts-de-France. Sur le plan électoral, elle dépend du  canton de Fère-en-Tardenois pour l'élection des conseillers départementaux, depuis le redécoupage cantonal de 2014 entré en vigueur en 2015, et de la cinquième circonscription de l'Aisne  pour les élections législatives, depuis le dernier découpage électoral de 2010.

### Administration municipale
| Période                                  | Période                       | Identité              | Étiquette | Qualité                                    |
| ---------------------------------------- | ----------------------------- | --------------------- | --------- | ------------------------------------------ |
| Les données manquantes sont à compléter. |                               |                       |           |                                            |
| avant 1988                               | ?                             | Yves Thomas           |           |                                            |
| mars 2001                                | mars 2008                     | Jean-Maurice Colpaert |           |                                            |
| mars 2008                                | En cours (au 28 juillet 2020) | Christian Laplace     | DVD       | Agriculteur Réélu pour le mandat 2020-2026 |

## Démographie

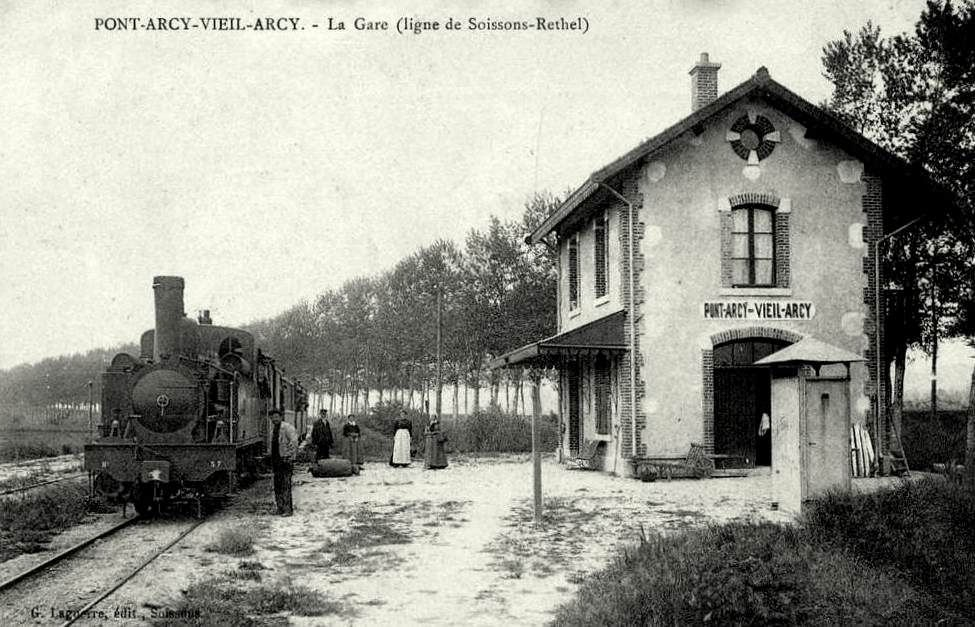
Carte postale de la gare commune aux deux villages voisins vers 1910.

L'évolution du nombre d'habitants est connue à travers les recensements de la population effectués dans la commune depuis 1793. Pour les communes de moins de 10 000 habitants, une enquête de recensement portant sur toute la population est réalisée tous les cinq ans, les populations de référence des années intermédiaires étant quant à elles estimées par interpolation ou extrapolation. Pour la commune, le premier recensement exhaustif entrant dans le cadre du nouveau dispositif a été réalisé en 2006.

En 2022, la commune comptait 118 habitants, en évolution de −7,81 % par rapport à 2016 (Aisne : −1,97 %, France hors Mayotte : +2,11 %).
| 1793 | 1800 | 1806 | 1821 | 1831 | 1836 | 1841 | 1846 | 1851 |
| ---- | ---- | ---- | ---- | ---- | ---- | ---- | ---- | ---- |
| 158  | 165  | 175  | 204  | 212  | 213  | 202  | 214  | 204  |

| 1856 | 1861 | 1866 | 1872 | 1876 | 1881 | 1886 | 1891 | 1896 |
| ---- | ---- | ---- | ---- | ---- | ---- | ---- | ---- | ---- |
| 206  | 181  | 189  | 168  | 163  | 141  | 151  | 146  | 130  |

| 1901 | 1906 | 1911 | 1921 | 1926 | 1931 | 1936 | 1946 | 1954 |
| ---- | ---- | ---- | ---- | ---- | ---- | ---- | ---- | ---- |
| 177  | 118  | 129  | 68   | 103  | 129  | 114  | 113  | 110  |

| 1962 | 1968 | 1975 | 1982 | 1990 | 1999 | 2006 | 2011 | 2016 |
| ---- | ---- | ---- | ---- | ---- | ---- | ---- | ---- | ---- |
| 128  | 123  | 100  | 113  | 110  | 109  | 127  | 129  | 128  |

| 2021 | 2022 | - | - | - | - | - | - | - |
| ---- | ---- | - | - | - | - | - | - | - |
| 121  | 118  | - | - | - | - | - | - | - |

## Lieux et monuments
- Tours et débris de l'ancien château de Pont-Arcy cité au Xe siècle et ruiné par les ligueurs à la fin du XVIe siècle[28]. Il n'en reste que quelques pierres cachées, sous les ronces.
- Le pont situé entre le village et la commune voisine de Bourg-et-Comin. Sur ce pont, le canal de l'Oise à l'Aisne franchit la rivière pour rejoindre le canal latéral à l'Aisne.

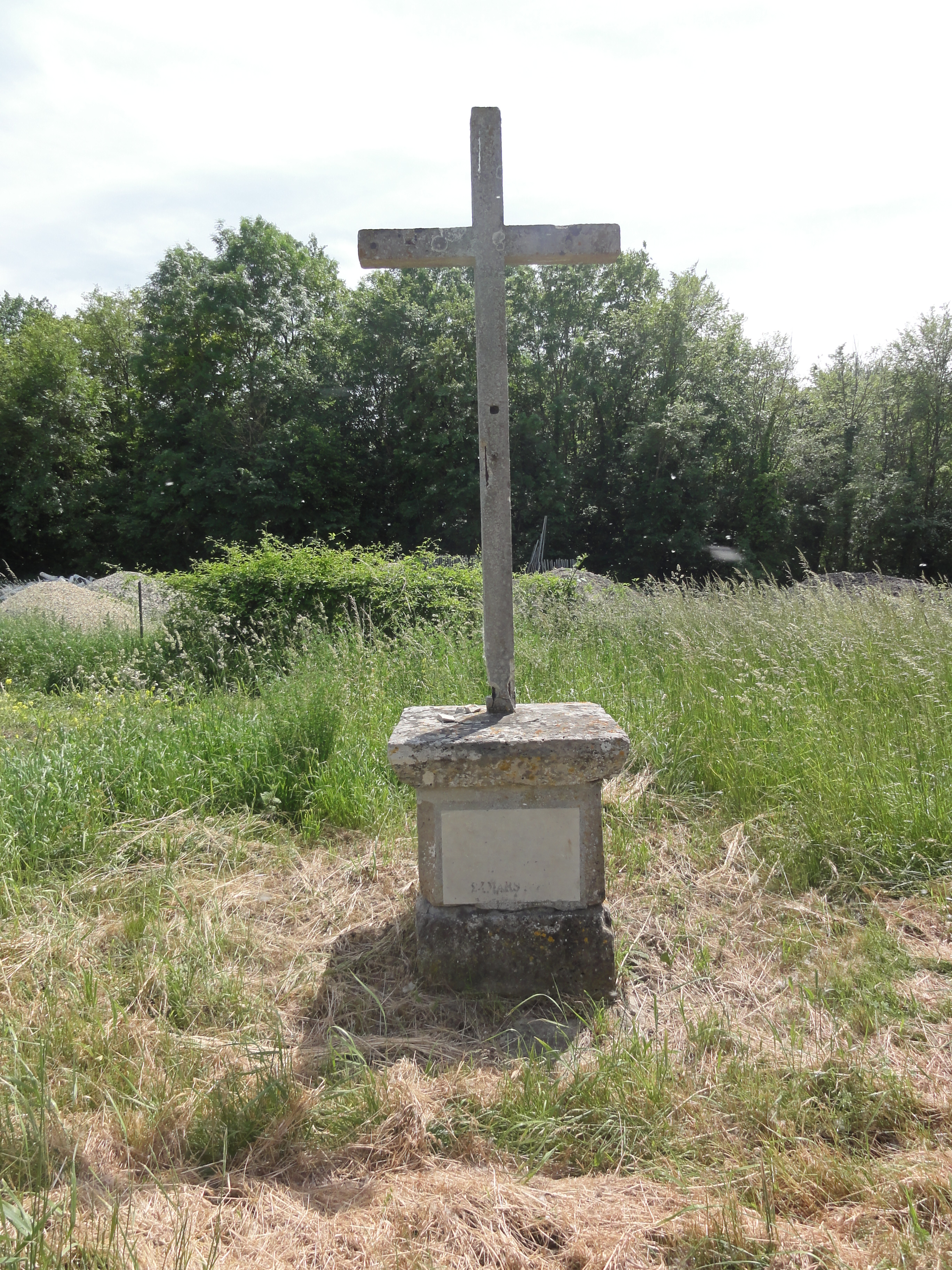
Croix de chemin.
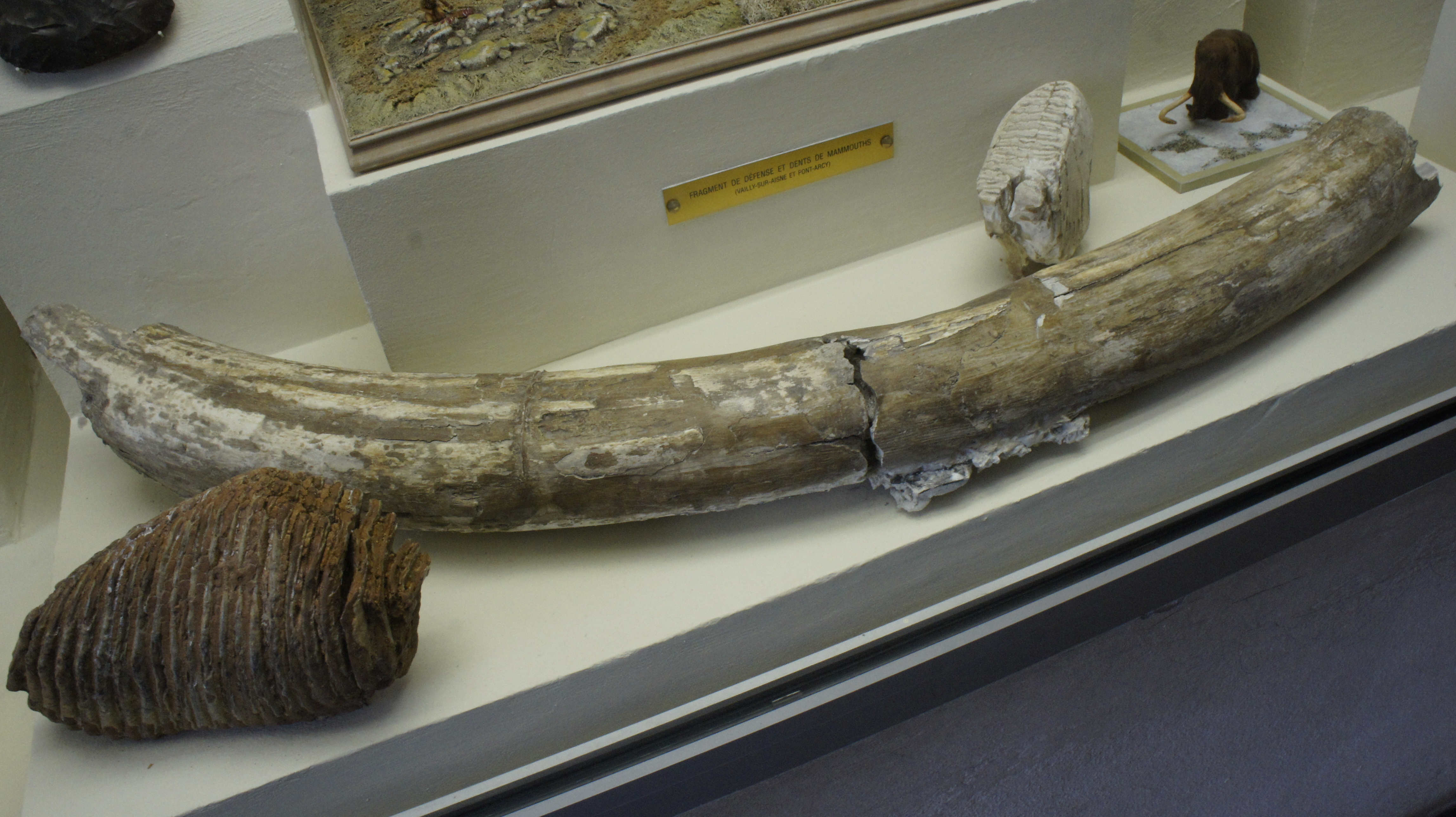
Défense et dent de mammouth.
- Église Saint-Jean-Baptiste

- Croix de chemin.
- Défense et dent de mammouth trouvées dans les environs.